# 心葉毬蘭
心葉毬蘭（学名：Hoya kerrii）为 夹竹桃科蘿藦亚科毬蘭属下的一个种。由於其葉片呈心形，被用作情人節時的情侶之間表達心意互贈的禮品。